# Henry Hart Milman
Henry Hart Milman (Londra, 1791 – Ascot, 1868) è stato uno storico britannico.
Canonico di Westminster dal 1835 e decano della Cattedrale di San Paolo (Londra) dal 1849, nel 1815 pubblicò il dramma Fazio.
Di lui si ricordano soprattutto la Storia degli Ebrei (1839), Storia della cristianità sotto l'impero (1840) e Storia della cristianità latina (1855).